# Skin Media
Skin Media este o companie de distribuție de IT din România.
Cifra de afaceri:
- 2010: 23,7 milioane euro[1]
- 2006: 9,6 milioane euro[2]